# Serradilla del Arroyo
Serradilla del Arroyo település Spanyolországban, Salamanca tartományban. Serradilla del Arroyo Ciudad Rodrigo, Serradilla del Llano, Tenebrón, Morasverdes, El Maíllo, Monsagro, La Atalaya és Zamarra községekkel határos. Lakosainak száma 246 fő (2024).

## Népesség
A település népessége az elmúlt években az alábbi módon változott:
| Lakosok száma | 440  | 394  | 400  | 364  | 323  | 296  | 267  | 261  | 251  | 246  |
|               | 2001 | 2004 | 2007 | 2009 | 2012 | 2014 | 2017 | 2019 | 2022 | 2024 |